# 베니싱 (1988년 영화)
베니싱(Spoorloos, The Vanishing)은 프랑스에서 제작된 조지 슬루이저 감독의 1988년 미스터리, 스릴러 영화이다. 버나드 피에르 도나디우 등이 주연으로 출연하였고 조지 슬루이저 등이 제작에 참여하였다.

## 출연

### 주연
- 버나드 피에르 도나디우
- 기니 베르보에츠

### 조연
- 조한나 터 스티지
- 캐롤라인 앱페레

## 같이 보기
- 사랑의 커피